# Albert Reginald MacDougall
Pour les articles homonymes, voir MacDougall.
Albert Reginald MacDougall (17 octobre 1902–20 janvier 1953) est un homme politique canadien de la Colombie-Britannique. Il est député provincial de la coalition et progressiste-conservateur de la circonscription britanno-colombienne de Vancouver-Point-Grey de 1946 jusqu'à son décès en 1953.

## Biographie
Né à Moncton au Nouveau-Brunswick, MacDougall étudie à l'université Mount Allison de Sackville et au Merton College de l'université d'Oxford. Il obtient une bourse Rhodes en 1923.
McDougall meurt en fonction à Vancouver en janvier 1953 à l'âge de 50 ans.